# Plagiogeneion macrolepis
Plagiogeneion macrolepis är en fiskart som beskrevs av Mcculloch, 1914. Plagiogeneion macrolepis ingår i släktet Plagiogeneion och familjen Emmelichthyidae. IUCN kategoriserar arten globalt som otillräckligt studerad. Inga underarter finns listade i Catalogue of Life.